# Walter Kraus (Schriftsteller, 1939)

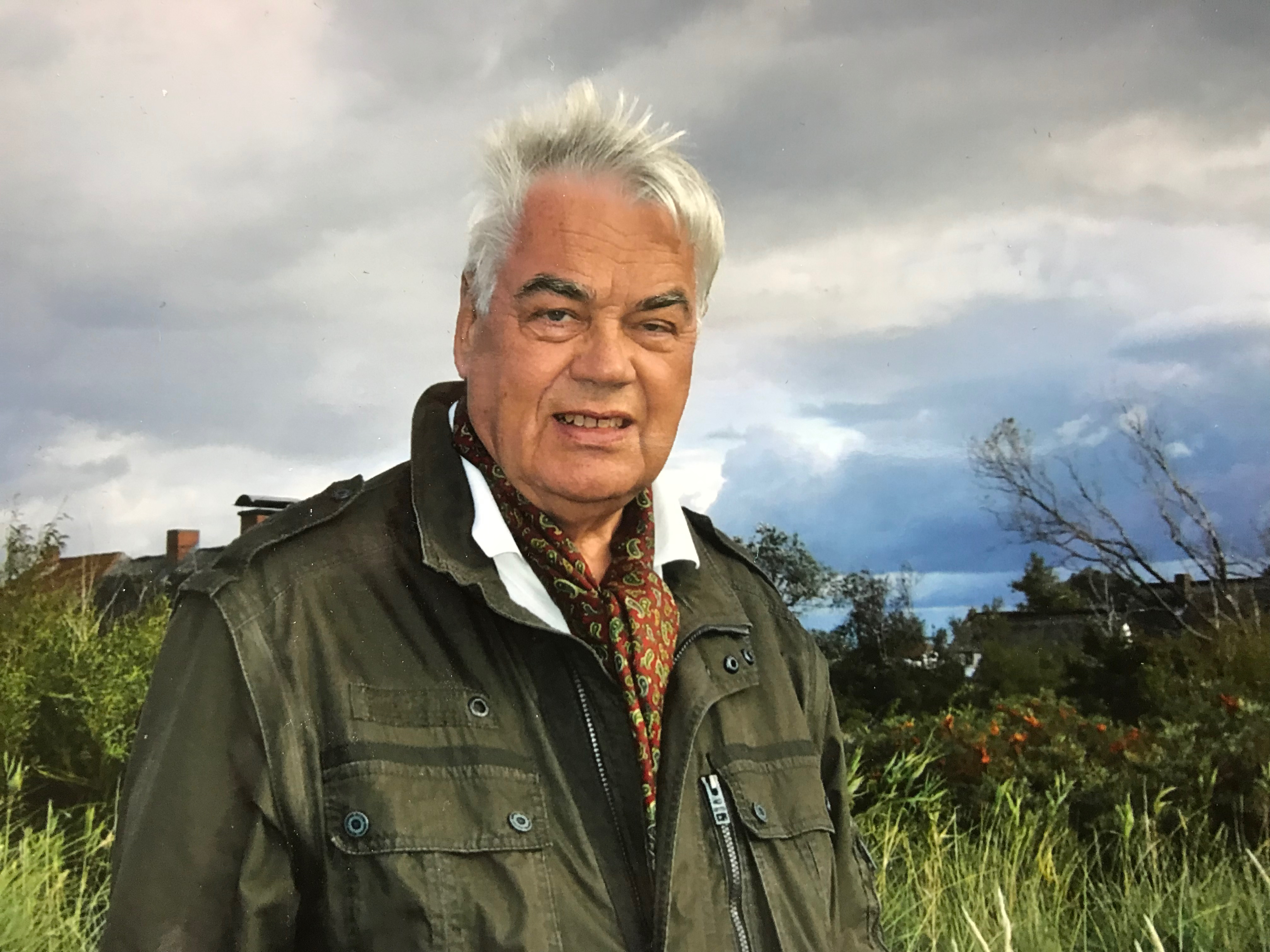
Walter Kraus, 2012

Walter Jobst Otto Kraus (* 5. März 1939 in Nürnberg; † 11. Februar 2020 in Halberstadt) war ein deutscher Schriftsteller, der auch malte und beruflich als Arzt tätig war.

## Leben
Walter Kraus wurde in Nürnberg geboren, später zog die Familie nach Wernigerode. Er studierte von 1956 bis 1962 Humanmedizin, zunächst in Leipzig, später in Magdeburg. Dort war er zunächst Oberarzt am Bezirkskrankenhaus Altstadt, ab 1974 wirkte er bis 2004 als Chefarzt im Klinikum St. Salvator Halberstadt.

## Schaffen

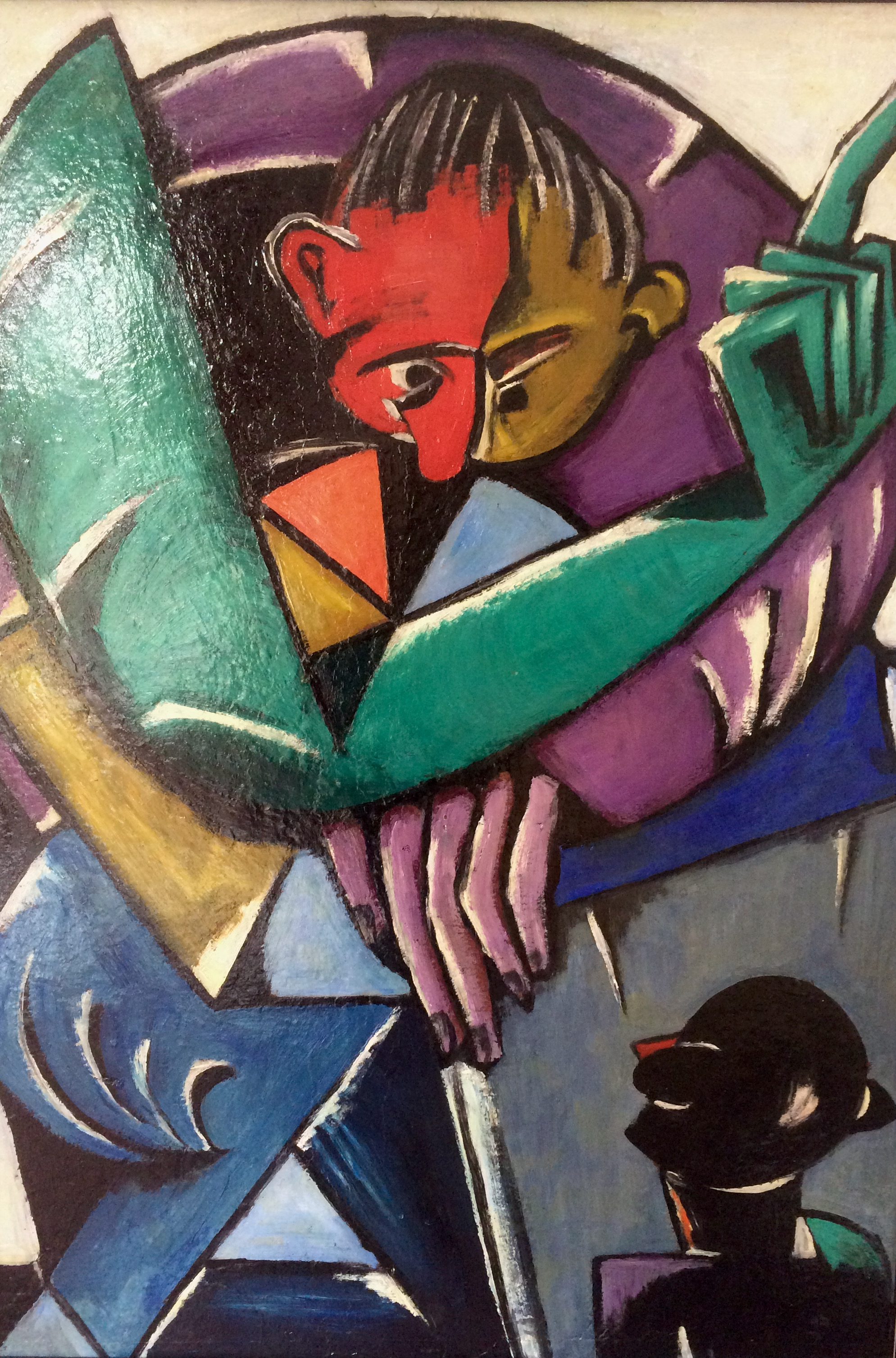
Privates Gemälde von Kraus: Der Riese, 1973, 65 × 50 cm, Öl auf Leinwand

Walter Kraus verfasste zahlreiche Gedichte, die er im beruflichen Ruhestand in Gedichtbänden zusammenfasste. Darüber hinaus verfasste er Erzählungen und Romane. Seine Bilder wurden bisher (Stand: Juni 2021) nur als Beigabe zu seinen Gedichten und Erzählungen in Form von schwarz-weißen Abbildungen veröffentlicht.

## Werke
- Gedichte: Wahrheiten sind Glaubenssache. Verlag Janos Stekovics, ISBN 978-3-89923-148-9.
- Die Organisation der Organe. KOCH-DRUCK, Halberstadt 2011, ISBN 978-3-89923-272-1 und Stekovics, Dößel 2011, ISBN 978-3-89923-272-1.
- Eine königliche Familie. KOCH-DRUCK, Halberstadt 2013, ISBN 978-3-00-042023-8.
- Gedichte: Wahrheiten sind Glaubenssache II. KOCH-DRUCK, Halberstadt 2014, ISBN 978-3-00-049300-3.
- Gedichte: Wahrheiten sind Glaubenssache III. KOCH-DRUCK, Halberstadt 2015, ISBN 978-3-00-049300-3.
- Gedichte: Wahrheiten sind Glaubenssache IV. KOCH-DRUCK, Halberstadt 2015, ISBN 978-3-00-055750-7.
- Vergehen von Sankt Salvator. KOCH-DRUCK, Halberstadt 2017, ISBN 978-3-00-058207-3.